# Мюльгаут, Валерий Валентинович
Валерий Валентинович Мюльгаут (род. 25 мая 1961, Орёл) — советский и российский кинооператор, лауреат многочисленных наград и премий.
В 1983 году окончил операторский факультет ВГИКа (мастерская В. Юсова). С 1983 г. — оператор-постановщик киностудии «Ленфильм».

## Биография
Валерий Валентинович Мюльгаут родился 25 мая 1961 года в городе Орёл (СССР). В 1983 году окончил ВГИК (операторский факультет, мастерская Вадима Юсова). С этого же года состоит в штате сотрудников студии «Ленфильм». Первая крупная работа — картина Виктора Трегубовича «Прохиндиада, или Бег на месте».

## Фильмография
1. 1984 — «Прохиндиада, или Бег на месте» (реж. Виктор Трегубович)
2. 1986 — «Джек Восьмёркин — „американец“» (реж. Евгений Татарский)
3. 1987 — «Башня» (реж. Виктор Трегубович)
4. 1987 — «Перемена участи» (реж. Кира Муратова)
5. 1988 — «Персональное дело Анны Ахматовой» (реж. Семён Аранович)
6. 1988 — «Продление рода» (реж. Игорь Масленников)
7. 1989 — «Посвящённый» (реж. Олег Тепцов)
8. 1991 — «Действуй, Маня!» (реж. Роман Ершов)
9. 1991 — «Чича!» (реж. Виталий Мельников)
10. 1992 — «Чекист» (реж. Александр Рогожкин)
11. 1992 — «Акт» (реж. Александр Рогожкин)
12. 1993 — «Жизнь с идиотом» (реж. Александр Рогожкин)
13. 1993 — «Русский транзит» (реж. Виктор Титов)
14. 1993 — «Ангелы в раю» (реж. Евгений Лунгин)
15. 1994 — «Зимняя вишня 3» (реж. Игорь Масленников)
16. 1995 — «Преемник» (реж. Rodo Seji)
17. 1996 — «Свадебный марш» (реж. Аркадий Тигай)
18. 1996 — «Десант» (реж. А. Аранышева)
19. 1998 — «Кадриль» (реж. Виктор Титов)
20. 2000 — «Бандитский Петербург» (реж. Владимир Бортко)
21. 2000 — «Ловушка для Золушки» (реж. А. Бычков)
22. 2002 — «Прикованный» (реж. Валерий Рыбарев)
23. 2003 — «Семейный портрет с посторонним» (реж. Валерий Наумов)
24. 2003 — «Бандитский Петербург» (реж. Андрей Бенкендорф и Владислав Фурманов)
25. 2004 — «Честь имею» (реж. Виктор Бутурлин)
26. 2004 — «Тимур и его коммандос» (реж. Игорь Масленников)
27. 2004 — «Именины» (реж. Валерий Наумов)
28. 2005 — «Мастер и Маргарита» (реж. Владимир Бортко)
29. 2006 — «Русские деньги» (реж. Игорь Масленников)
30. 2006 — «Травести» (реж. Станислав Митин)
31. 2007 — «Грех» (реж. Станислав Митин)
32. 2007 — «Артистка» (реж. Станислав Говорухин)
33. 2008 — «Оперативная разработка 2. Комбинат» (реж. Александр Бурцев)
34. 2009 — «Дилер» (реж. Виктор Бутурлин, Дмитрий Светозаров)
35. 2010 — «Беглец» (реж. Пётр Амелин)

## Награды и премии
- 1993 — Конкурс профессиональных премий к/с «Ленфильм» и Ленинградского отделения СК (Премия им. А. Москвина за лучшую операторскую работу, фильм «Ангелы в раю»)
- 1993 — Конкурс профессиональных премий к/с «Ленфильм» и Ленинградского отделения СК (Премия им. А. Москвина за лучшую операторскую работу, фильм «Жизнь с идиотом»)
- 2004 — КФ «Новое кино России» (Приз за лучшую операторскую работу, фильм «Прикованный»)